# Окленд (аэропорт, Калифорния)
Международный аэропорт Сан-Франциско Бэй Окленд (англ. Oakland International Airport) — международный аэропорт города Окленд в Калифорнии, США. Является одним из трёх аэропортов области залива Сан-Франциско (San Francisco Bay Area). Используется в первую очередь бюджетными авиакомпаниями и в авиагрузоперевозках.

## Расположение и транспорт
Международный аэропорт Сан-Франциско Бэй Окленд находится в 11 километрах южнее городского центра Окленда. К аэропорту ведёт трасса «California State Route 61». Кроме этого, в километре от его взлётно-посадочных полос на северо-восток и в трёх километрах от терминалов пролегает шоссе «Interstate 880». Обслуживается автобусными маршрутами 21, 73 и 805 компании «AC Transit». Также соединён транспортной линией фирмы «Bay Area Rapid Transit» (BART) с автовокзалом «Coliseum Station» Окленда. Также автобусные линии 73 и 805 круглосуточно проходят через «Coliseum Station»"" в направлении аэропорта.

## История

План Международного аэропорта Окленда

Аэропорт был открыт в 1927 году при участии Чарльза Линдберга. В том же году компания «Boeing Air Transport», предшественница корпорации United Airlines, начинает здесь свои полёты. Во время Второй мировой войны аэропорт Окленда принимают в своё распоряжение вооружённые силы США и используют его для боевых вылетов в район акватории Тихого океана. Гражданские авиалинии вынуждены были переместиться в Международный аэропорт Сан-Франциско (San Francisco International Airport). Использование оклендского аэродрома гражданскими самолётами возобновилось лишь в 1946 году. В 1962 году здесь открывается первый современный терминал (ныне — терминал 1).
В годы войны во Вьетнаме компания World Airways переправляла через аэропорт Окленда американские войска в Юго-Восточную Азию. После окончания войны пассажиропоток здесь снижается, но после принятия в 1978 году правительством закона о дерегулировании авиакомпаний, аэропорт Окленда становится привлекательным для т. н. «бюджетных авиакомпаний». В 1985 году в аэропорту возводится второй терминал. В 1989 году в нём начинает свои авиаперевозки компания Southwest Airlines, на долю которой сейчас приходится наибольший пассажиропоток.

## Направления полётов
Наиболее используемыми являются перевозки пассажиров и грузов в восточном и северном направлениях, вглубь США, на Гавайские острова и в Мексику. Осуществляются также полёты в регион Тихого океана. Самым крупным эксплуатантом остаётся компания Southwest Airlines, в пользование которой полностью предоставлен терминал 2. Также аэропорт является базовым для корпорации FedEx, переправляющей грузы по США и странам Азии. С марта 2017 года британская авиакомпания British Airways осуществляет полёты в Европу (в Гатвик).
В настоящее время (2018 год) наиболее популярными среди пассажиров являются полёты из Международного аэропорта Окленд в Лос-Анджелес (Los Angeles International Airport, 578.720 человек), Лас-Вегас (McCarran International Airport, 535.290 человек), Сиэтл и Такому (Seattle-Tacoma International Airport, 445.150 человек), калифорнийский Сан-Диего (San Diego International Airport, 424.720 человек), Голливуд (Hollywood Burbank Airport, 421.490 человек), в Финикс, в Аризоне (Phoenix Sky Harbor International Airport, 349.820 человек), калифорнийский Лонг-Бич (Long Beach Airport, 292.840 человек) и в Портленд, в Орегоне (Portland International Airport, 280.850 человек).

## Происшествия
24 августа 1951 года в аэропорту Окленда произошла авиакатастрофа, при которой самолёт Douglas DC-6B авиакомпании United Air Lines при заходе на посадку снизился ниже предписанного уровня полёта и на высоте около 300 метров врезался в холм. Погибли все 6 членов экипажа и 44 пассажира.